# 新加坡辅助警察

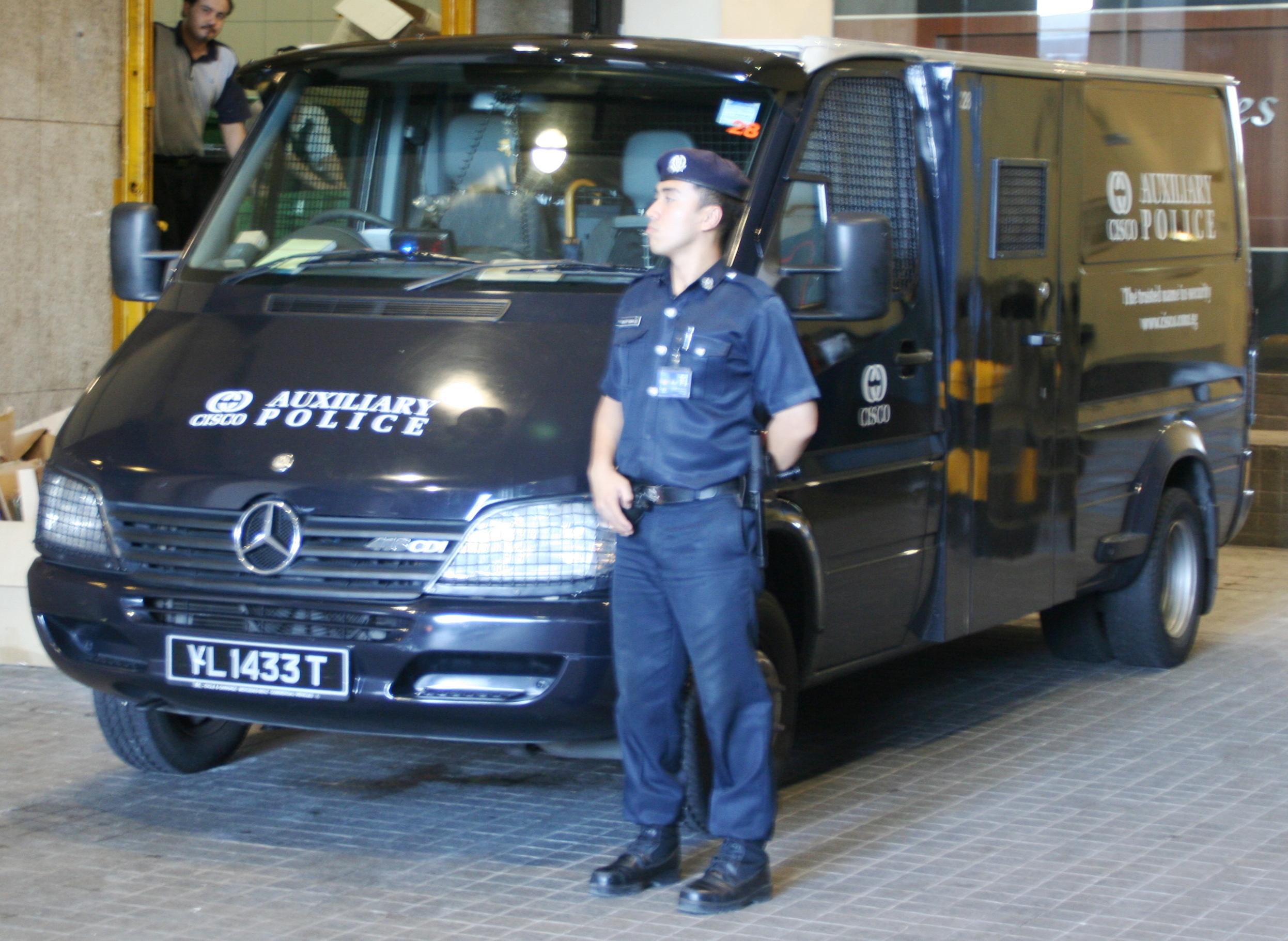
一名工商保安机构（即现在的策安）辅警站在装甲卡车旁边

新加坡辅警正式统称为辅助警察部队（英語：Auxiliary Police Forces, APF），是被授权安保公司的全职雇员，并不直接隶属新加坡警察部队（SPF）。其是根据新加坡内政部《2004年警察法令》（Police Force Act 2004）第92(1)或(2)条款任命的安全警察，并被授予相应级别警员的所有权力，可在获得许可时携带枪支。

## 历史
新加坡第一支辅警部队起源于1956年，是在民航局之下成立的机场保安部队（Airport Security Force），负责巴耶利峇机场的警卫和巡逻工作。1963年7月，被正式指定为辅警部队。
1965年，马来亚航空公司（新加坡航空前身）成立自己的辅警部队。当马来亚航空更名为马来西亚－新加坡航空（MSA）时，有关的安全部门称为“马新航空警察”（MSA Police）。1972年，MSA分拆为两家独立的航空公司，新航所属的辅警部门变成“新航辅警”（SIA Auxiliary Police Force）。1973年，新航将新加坡机场航站楼服务（SATS）合并为全资子公司，新航辅警更名为“新加坡机场航站楼辅警”（SATS Auxiliary Police Force）。1989年改制为“新翔保安服务”（SATS Security Services，新翔辅警），成为新翔集团有限公司的全资子公司。
1972年，新加坡国会为了满足商业界对武装警卫的需求，将在此之前由警察部队负责的警卫和护卫组（Guards and Escort Unit），通过一项法案分拆为“工商保安机构”（Commercial and Industrial Security Corporation, CISCO）。除此之外，还有毛广岛辅警、樟宜机场辅警（CIAS Auxiliary Police）和新加坡港务辅警（PSA Auxiliary Police）等几支辅警部队，这些部队根据《警察法令》获得许可权力，只能在受限制的地区开展工作。
直至2004年10月，随着颁布修正《2004年警察法令》，这些辅警部队的巡逻范围不再仅限于机场或海港，而是在整个新加坡全岛提供安保服务。

## 资格
辅警人员须要通过由安全行业监管部门（Security Industry Regulatory Department，现为警察执照和监管部门 [Police Licensing and Regulatory Department]）制定的内部培训课程，该部门是于2004年设立的警察单位，旨在监管保安行业。 学员通过相对基础的培训课程之后，便被任命为辅警，并获得一张由警察总监（CP）签署的授权卡，附有国家技能认可计划证书（National Skills Recognition Scheme certificate）。
2017年以前，辅警的招聘资格仅限于新加坡公民和马来西亚公民，但由于工时、福利等问题而持续导致的招聘人力资源出现短缺问题，一些机构获得批准开放从台湾招聘辅警。 2018年，其中部分台湾招聘的辅警，被派往在陆路检查站工作。

## 授权机构
新加坡目前有5个获得授权的辅警部队：
- 毛广岛辅警（Polis Tambahan, Pulau Bukom [Pulau Bukom Auxiliary Police Force]），1961年5月12日起获得授权，于毛广岛执勤，受聘于壳牌东方石油公司
- 设施辅警（Installations Auxiliary Police Force, IAPF），1971年12月1日起获得授权，于三巴旺海军设施执勤，受聘于纽西兰国防支援单位（New Zealand Defence Support Unit, NZDSU）
- 策安辅警（Certis CISCO Auxiliary Police Force），1972年7月1日起获得授权，受聘于策安保安机构（Certis Group）
- 新翔辅警（SATS Auxiliary Police Force），1981年7月1日起获得授权，並明文目的为保障樟宜及巴耶利峇兩个机场的人命和财产，受聘于新翔保安服务（SATS Security Services）
- 翔鹰辅警（Aetos Auxiliary Police Force），2004年4月1日起获得授权，受聘于翔鹰保安管理公司（Aetos Security Management）

## 撤销的授权机构
- 樟宜机场辅警（Changi Airport Services Auxiliary Police），2004年5月13日起撤销，并入翔鹰保安管理公司
- 新加坡港务辅警（PSA Corporation Auxiliary Police Force），2004年4月1日起撤销，并入翔鹰保安管理公司
- 新科动力辅警（Singapore Technologies Kinetics Auxiliary Police Force），2004年4月1日起撤销，并入翔鹰保安管理公司
- 圣淘沙辅警（Sentosa Development Corporation Auxiliary Police Force），2002年11月1日起撤销，降格为圣淘沙巡逻员（Sentosa Ranger）